# ベイサイドリーグ
ベイサイドリーグ（英語: Bayside League）は、関東地方を活動地域としていた日本のプロ野球独立リーグ。略称はBSL。
前身は、2022年に北陸地方および近畿地方を活動地域とする4チームで公式戦を実施した日本海オセアンリーグ (NOL) 。しかし、同年シーズン終了後に北陸地方の1チームの運営母体が活動を停止し、近畿地方の1チームは活動を休止した。その一方で、関東地方から新たに2チームが加入。最終的に北陸地方の残存していた2チームは日本海リーグを設立して当リーグを離脱し、当リーグは名称を変更した。これにより、初年度とは活動地域と構成球団が全く異なるリーグとなった。本記事では日本海オセアンリーグ時代についても記載する。
2023年のシーズン終了後に1球団が脱退してリーグ所属球団は1球団のみとなり、残存した1球団も2024年1月時点で指導者および所属選手はすべて退団してチームとしての実体がなくなっている。またこれに前後して2023年10月にリーグ運営企業が交代し、別途今後について発表するとしていたが、2024年に至っても実施されておらず（詳細後述）、事実上運営を停止した状態となっている。

## 概要

### 日本海オセアンリーグ設立まで
ベースボール・チャレンジ・リーグ（ルートインBCリーグ）に所属していた富山GRNサンダーバーズ・石川ミリオンスターズ・福井ワイルドラプターズ・オセアン滋賀ブラックスの4球団が2021年のシーズン終了後にリーグを離脱して「日本海オセアンリーグ」を設立した。運営会社については2021年内に設立予定と、2021年9月時点では報じられていた。2022年1月1日付でリーグウェブサイトに掲載された「日本海オセアンリーグ始動のお知らせ」で運営企業として記載されたのは、神奈川県横浜市に所在するOUTGROW NEXT株式会社であった。その後、ウェブサイト記載の運営会社は、オセアン株式会社オフィス内のNOLエンターテイメント株式会社となっている。国税庁の法人番号公表サイトによると、NOLエンターテイメントの法人番号指定は2022年1月24日である。
加盟チームに関して、黒田はリーグ設立会見前に、滋賀についてはオセアンの経営からはずし、「オセアン」も名称から除くとしていた。また福井球団は運営母体を変更し、その理由について、2021年の福井球団は無給選手を多数抱えるなど「プロ野球と呼べる状態ではなかった」からと述べている。後述の通り、2021年10月26日に福井の新球団名と体制が発表され、11月29日には滋賀も新球団名を発表した。

### ベイサイドリーグへの移行
2022年シーズン終了後の10月31日に福井の今年限りでの活動休止と、千葉県での新球団設立が発表された。さらに12月21日には、神奈川県を本拠地とする「YKSホワイトキングス」が2023年シーズンから加入することを発表した。滋賀は2023年は活動休止となり、富山と石川は「日本海リーグ」に移ることとなった。

## リーグ構成球団
※日本海オセアンリーグ時代の加盟球団と順位については後節に記載。

### 加盟球団
※2023年10月時点。
| チーム名                            | 参加年度 | 本拠地                          | 主たるスタジアム           | チームカラー |
| ----------------------------------- | -------- | ------------------------------- | -------------------------- | ------------ |
| YKSホワイトキングス YKS White Kings | 2023     | 神奈川県横浜市※球団事務所所在地 | 綾瀬スポーツ公園第一野球場 |              |

### 過去の加盟球団
| チーム名                               | 参加年度 | 本拠地                        | 主たるスタジアム     | チームカラー |
| -------------------------------------- | -------- | ----------------------------- | -------------------- | ------------ |
| 千葉スカイセイラーズ Chiba Sky Sailors | 2023     | 千葉県船橋市※球団事務所所在地 | 四街道総合公園野球場 |              |

### 順位
| 年度 | 1位  | 2位 |
| ---- | ---- | --- |
| 2023 | 千葉 | YKS |

## 沿革

### 日本海オセアンリーグ

#### 2021年
- 9月1日 - 西地区4球団が2022年度はベースボール・チャレンジ・リーグに参加せず、新リーグを発足させることが、リーグならびに西地区各球団から発表され、詳細を9月16日に明らかにするとした[14][15][16][17][18]。
- 9月15日 - リーグウェブサイトを開設。
- 9月16日 - 東京都内で設立記者会見を開催し、リーグ名が「日本海オセアンリーグ」となることが明らかにされる[5]。トライアウトを11月3日に実施することも表明した[19]。
- 10月26日 - 福井の球団名が「福井ネクサスエレファンツ」となることが発表され、球団の会長兼ゼネラルマネージャーに元オリックス・バファローズ監督の西村徳文が就任することもあわせて明らかにされた[20][21]。
- 11月3日 - 高岡西部総合公園野球場でトライアウトを実施（応募総数246人中、受験者77人）[22]。実施に際しては書類選考で実際の受験者を絞り、他の独立リーグよりも高額なトライアウト料を徴収する代わりに、参加者全員に保障の大きな傷害保険をかけたり、受験者に背番号の付いたTシャツを配布して着用させるなどの対応が取られた[23]。
- 11月4日 - トライアウトの合格者を発表（地元枠指名14人、通常指名28人）[24]。
- 11月29日 - 滋賀の球団名が「滋賀GOブラックス」となることを発表するとともに、新しい球団運営会社の設立登記準備を進めていることも明らかにした[25][注釈 4]。
- 12月1日 - 福井の運営会社決定を発表（会社設立は11月1日付）[27]。

#### 2022年
- 1月11日 - 2022年シーズンの開催要項（運営体制・公式戦ルール）ならびにキャンプインと開幕日（4月2日）・開幕カードを発表[28][29]。
- 4月2日 - 初年度の公式戦が開幕。
- 7月16日 - 福井の秋吉亮（元北海道日本ハムファイターズ）が福岡ソフトバンクホークスに入団することが発表される[30]。
- 8月29日 - 今シーズンは日程上の都合からプレーオフ開催を中止することを発表[31]。
- 9月25日 - 降雨中止となった2試合の振替を実施せず、各チーム59試合とすることを発表[32]。残り試合についても中止になった場合は振替を実施せず、さらに試合数が減る可能性があるとしていた[32]。
- 9月30日 - 滋賀の優勝が決定[33]。
- 10月4日 - 初年度の公式戦を終了。最終的に各チーム59試合となった[34]。
- 10月20日 - NPBドラフト会議で濱将乃介が中日ドラゴンズから、またその後に開かれた育成選手ドラフトで野村和輝が埼玉西武ライオンズからそれぞれ指名を受ける[35]。
- 10月31日 - 福井の活動休止と、2023年からリーグ戦に参加する千葉県の新球団設立を発表[11]。新球団が千葉県を本拠とする理由について、リーグの事務局長は取材に対し「首都圏にチームがあることでファンや試合の視聴者を増やそうと考えています」と答えている[36]。
- 11月18日 - 来シーズンに向けたトライアウト合格者を発表し、その中で富山・石川・千葉以外に「リーグ合格」とした選手については「設立準備中の新球団に入団予定」「来季のリーグ体制につきましては、後日発表」と説明した[37]。
- 11月30日 - 千葉球団（運営会社は株式会社千葉県民球団）の運営準備室を千葉県船橋市に開設したことを発表[38]。
- 12月7日 - 千葉球団の球団代表兼監督に、福井でコーチ（および監督代行[39]）を務めていた早坂圭介が就任することを発表[40]。
- 12月9日 - リーグ代表に、12日付で滋賀の前監督である柳川洋平が就任することを発表[41]。それまで代表を務めた黒田は退任の挨拶で虫垂癌など複数の症状で治療を受けていることを明らかにしている[41]。
- 12月21日 - 神奈川県を本拠とする新球団「YKSホワイトキングス」が2023年シーズンから加入することを発表[12]。
- 12月22日 - 滋賀について、滋賀県内に事業承継先候補となる企業を見つけ、承継交渉も含めた準備期間として2023年の活動を休止すると発表[13]。
- 12月26日 - 来シーズンよりリーグ名を「ベイサイドリーグ」に変更の上、千葉・神奈川の2球団で構成する一方、富山と石川の2球団は新たに設立される「日本海リーグ」に所属すると発表[3][4]。「日本海リーグ」はベイサイドリーグとは別の運営会社となるが、両リーグ間で公式戦に含まれる交流戦を実施するとしていた[3]。

### ベイサイドリーグ

#### 2023年
- 1月6日 - 千葉新球団の選手兼投手コーチとして秋吉亮の入団を発表[42]。
- 1月7日 - 千葉新球団が1月14日に設立記者会見を実施し、席上で球団名も公表することを発表[43]。
- 1月10日 - 千葉新球団のヘッドコーチに、元千葉ロッテマリーンズの青野毅が就任することを発表[44]。
- 1月11日 - YKSホワイトキングスの監督に前滋賀投手コーチの澤﨑俊和、野手コーチ兼マネージャーに元滋賀選手の青木伊織がそれぞれ就任することを発表[45][46]。
- 1月14日 - 千葉球団が記者会見を開き、球団名が「千葉スカイセイラーズ」となることを発表[47]。
- 1月17日 - 新しいリーグロゴを発表するとともに、Twitterアカウントを変更[48]。
- 1月18日 - YKSが球団ロゴを発表[49]。
- 1月25日 - リーグのGMに前福井GMの西村徳文、リーグの本部長に元福井監督の南渕時高がそれぞれ就任することを発表[50]。
- 2月17日 - リーグの開幕戦を、4月15日に四街道総合公園野球場で実施すると発表[51]。
- 3月11日 - 千葉・YKS選抜チームが中日2軍と交流戦を実施（ナゴヤ球場、3-4で敗戦）[52][53]。
- 3月28日 - 初年度の公式戦日程を発表[54]。
- 4月15日 - 実施予定だった開幕戦が、天候不順のため中止となる[55]。
- 4月16日 - 四街道総合公園野球場でリーグ開幕戦を実施（4対3で千葉がサヨナラ勝ち）[56]。
- 8月30日 - 千葉の球団社長とGMが記者会見を開き、現在のリーグ運営会社（およびYKSの運営会社）が今シーズンで事業を終えて別の会社に引き継ぐことを伝えられていることを明らかにするとともに、2024年シーズンの千葉の運営体制については別途発表すると述べた（詳細後述）。
- 9月16日 - 千葉の優勝が決定[57]。
- 9月27日 - 当年度の公式戦を終了[58]。
- 9月28日 - 千葉が2024年シーズンのリーグへ参加申請を見送り、2025年以降のベースボール・チャレンジ・リーグ（ルートインBCリーグ）への加盟を目指すと発表[59]。
- 10月1日 - 当日付で事業譲渡に伴いリーグの運営会社が株式会社PSU（東京都新宿区）に変更になったと発表[60]。
- 10月26日 - NPBドラフト会議の育成ドラフトで、平山功太が指名される[61]。

## 試合

### 公式戦
2023年3月28日に発表された同年シーズンの公式戦日程では、各チームがホーム20試合ずつの合計40試合を実施する。千葉のホームゲームで6試合のナイター（いずれも17時開始）があるほかは、すべてデーゲームである。2023年4月11日に発表された同年シーズンのレギュレーションでは、9回裏を終わって同点の場合はタイブレーク（無死2塁で開始）を最大12回まで実施する。
指名打者制や予告先発を採用しており、これらは日本海オセアンリーグ時代と同じである。
一方、リーグ分裂時に発表された、「公式戦成績に組み込む」形での日本海リーグとの交流戦は実施されなかった。

### 交流戦
リーグ選抜チームとNPBファームとの交流戦として、沿革節に記した中日ドラゴンズとの開幕前1試合のほか、開幕後に阪神タイガース（1試合）、オリックス・バファローズ（2試合）、東北楽天ゴールデンイーグルス（2試合）、横浜DeNAベイスターズ（2試合）を実施した（会場はいずれも対戦先の球場）。

## 優勝決定方式
前年の日本海オセアンリーグ同様、順位は勝ち点方式（勝ち:2点、引き分け:1点、負け:0点）で、同点の場合は得失点差で優勝を決定する。

## 選手
前年の日本海オセアンリーグ同様、「N契約」「O契約」「L契約（練習生）」の選手がおり、試合に出場できるのはN契約とO契約の選手である。ただし出場可能選手は25人で、日本海オセアンリーグの23人より多い。また、N契約またはO契約の選手に新型コロナウイルス感染症の陽性者や濃厚接触者が出た場合には特例として、N・O契約選手の登録臨時抹消とL契約選手の出場登録を認めている。

### 表彰
主要な個人タイトルの獲得者には日本海オセアンリーグ時代同様、表彰が実施されている。

## 日本独立リーグ野球機構との関係
2023年時点で、日本独立リーグ野球機構 (IPBL)には加盟していなかった。日本海オセアンリーグの結成が報じられた後、ルートインBCリーグ代表の村山哲二は2021年9月の時点で、IPBLに加入する予定でグランドチャンピオンシップにも参加する見込みだとしていた。リーグCEOの黒田は2022年1月26日に自身のTwitterで「IPBL新加盟書類、本日全て提出できました」とツイートした が、その後該当ツイートは削除されている。IPBLへの加盟可否が発表されていない中、2022年2月28日に機構が開催した運営責任者の合同会議（オンライン）には、加盟各リーグ（および関西独立リーグ）とともに参加したと報じられた。最終的に2022年シーズンは機構に非加盟となった。
2023年2月24日に日本海リーグはIPBLへの加盟が承認されたが、ベイサイドリーグについては発表はなかった。ライターの阿佐智は、この年も加盟申請は提出していたと記している。

## 日本海オセアンリーグ（2022年）

### 設立の背景
ベースボール・チャレンジ・リーグは2020年から12球団体制で運営していたが、同年の新型コロナウイルス感染症感染拡大の影響を受け、東・中・西の3地区での運営となり、地区間の試合やNPBファームとの交流戦も取りやめとなった。2021年シーズンになると、他の2地区では地区間の試合やNPBファームとの交流戦が再開され、東地区は独自のオールスター戦も開催したのに対して、西地区ではこれらが実施されなかった。日本海オセアンリーグ新代表となる黒田翔一（滋賀球団代表）によると、地区間の試合を実施しない方針は西地区球団から求めたものではなかったという。また、西地区の球団は、NPBからのドラフト指名者やメディア露出の点で東地区の球団よりも劣っていた。こうした状況で、西地区の独自運営を求める意見がリーグ会議であったことから、滋賀代表の黒田が新リーグ発足に踏み切った。その後の報道では、独立を立案した黒田が富山・石川の球団社長に相談して新リーグ設立の話がまとまったのは、2021年5月頃とされている。

### リーグ構成球団(NOL)
| チーム名                                       | 参加年度 | 本拠地       | 主たるスタジアム           | チームカラー |
| ---------------------------------------------- | -------- | ------------ | -------------------------- | ------------ |
| 富山GRNサンダーバーズ Toyama Thunderbirds      | 2022     | 富山県高岡市 | ボールパーク高岡           |              |
| 石川ミリオンスターズ Ishikawa Million Stars    | 2022     | 石川県金沢市 | 金沢市民野球場             |              |
| 福井ネクサスエレファンツ Fukui Nexus Elephants | 2022     | 福井県福井市 | 福井フェニックススタジアム |              |
| 滋賀GOブラックス Shiga GO Blacks               | 2022     | 滋賀県彦根市 | 彦根総合運動場野球場       |              |

### スタジアム
主たる開催スタジアム
後述の通り、「セントラル開催方式」を取ったため、地元球団以外のホームゲームも実施された。
| 富山GRNサンダーバーズ             | 石川ミリオンスターズ            | 福井ネクサスエレファンツ                    | 滋賀GOブラックス                      |
| --------------------------------- | ------------------------------- | ------------------------------------------- | ------------------------------------- |
| ボールパーク高岡 （富山県高岡市） | 金沢市民野球場 （石川県金沢市） | 福井フェニックススタジアム （福井県福井市） | オセアンBCスタジアム （滋賀県彦根市） |
| 収容人数：10,000                  | 収容人数：10,000                | 収容人数：10,000                            | 収容人数：10,000                      |
|                                   |                                 |                                             |                                       |

その他の開催球場
末尾「※」は地元球団のみホームゲーム開催
- 富山
  - 富山市民球場アルペンスタジアム
  - 県営富山野球場
  - 魚津桃山運動公園野球場
  - 砺波市野球場
  - 小矢部野球場
  - 宮野運動公園野球場※
- 石川
  - 石川県立野球場
  - 小松運動公園末広野球場
  - 七尾城山野球場
  - 珠洲市営野球場※
- 福井
  - 福井県営球場
  - 三国運動公園野球場
  - 丹南総合公園野球場
  - 敦賀市総合運動公園野球場
  - 美浜町民広場野球場
- 滋賀
  - 守山市民球場
  - 甲賀市民スタジアム

### 順位
| 年度 | 1位  | 2位  | 3位  | 4位  |
| ---- | ---- | ---- | ---- | ---- |
| 2022 | 滋賀 | 富山 | 福井 | 石川 |

### 試合(NOL)

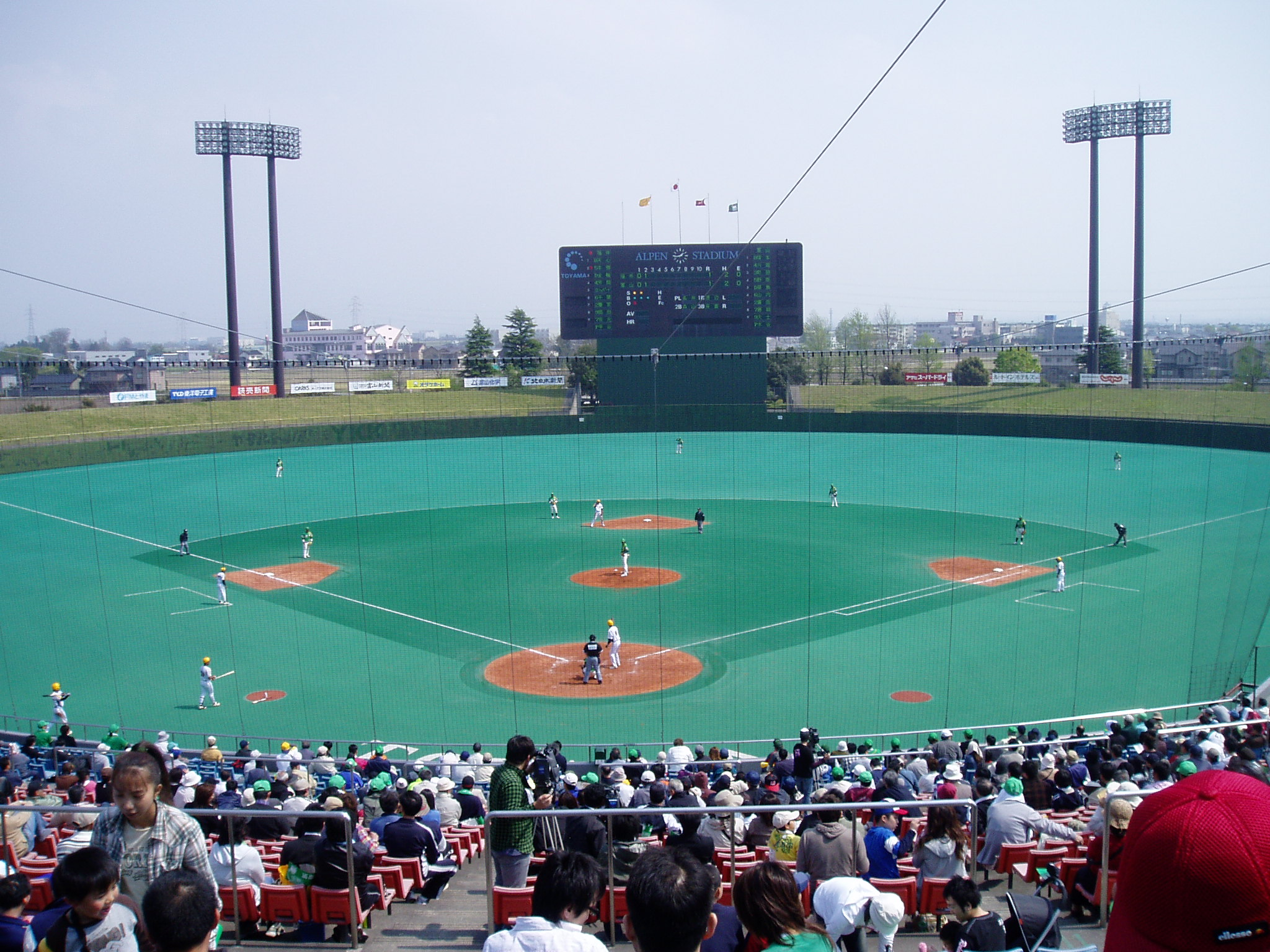
2022年のオールスターゲームが開催された富山市民球場アルペンスタジアム（富山県富山市）

2021年11月の時点では公式戦を60試合は実施する見通しとされ、ほかに他のリーグやクラブチーム、NPBファームとの交流戦をおこなうこともうたわれた。NPBファームも参加したトーナメント大会も検討するとしていた。

#### 公式戦
2022年1月11日に発表された2022年シーズンの開催要項では、事前報道通り年間各チーム60試合を実施し、1シーズン制となる。事前報道通り土日は全チームが同じ球場で試合をおこなう「セントラル開催」となるが、平日にも公式戦を実施する予定としていた。3月12日に発表された開催日程では、各チームのホームゲーム30試合中18試合が所属県の球場、他の12試合が他県の球場での開催となっている。セントラル開催の場合の各試合開始時刻の組み合わせは、3月12日発表の段階では「10時・14時」、「11時・15時」、「12時・16時」、「13時・17時」で、地元県チームの試合は先の場合・後の場合の両方がある。その後、4月1日の公式戦ルールではセントラル開催の2試合目を「原則、1 試合目終了後から1時間30分後」の開始として、日程表のセントラル開催2試合目の開始時刻が3月12日時点に対してそれぞれ30分繰り下げられた。セントラル開催の試合では2時間30分を超えた時点で次のイニングで試合を終了する。ただし、各チームのホーム開幕日に限っては、第1試合を9回まで実施する。また、セントラル開催をナイター設備のない球場で実施する場合は、7回で7点差以上の場合はコールドゲームとする特別ルールが適用される。
公式戦では延長戦は実施せず、同点の場合は引分とする。
開幕後の8月3日、振替試合としてダブルヘッダーを実施する場合は7イニング制（ただし2時間30分を過ぎて新しいイニングには入らない）とすること、またセントラル開催方式の試合の振替は原則としてセントラル開催方式とすることが発表された。
プレーに関しては、指名打者制を採用し予告先発を実施する。開幕後の2022年4月30日、先発投手と指名打者を兼務する選手が出場する場合に投打のいずれかのオーダー変更があってももう一つの出場には影響しないとする、「先発投手兼DH」制（通称"二刀流ルール"）を導入したと発表した。

#### 優勝決定方式 (NOL)
リーグ戦の優勝決定は勝ち点方式（勝利：2、引分：1、敗戦:0）となる。公式戦終了後に公式戦の上位2チームによるプレーオフを3戦2勝制で実施して優勝チームを決定する予定だった。プレーオフでは15回までの延長戦を可能とした。しかし、シーズン中の8月29日に、新型コロナウイルス感染症流行や天候不順による試合の中止・順延が相次いだことから日程確保が困難であるとして、プレーオフ開催を中止することが発表された。

#### その他
交流戦や「オールスター戦」は2022年1月11日時点では、詳細を別途明らかにするとした。その後3月12日の日程発表に際して、オールスター戦は7月16日に富山市民球場アルペンスタジアムで実施することを明らかにした。また、2022年6月4日には、NPBファームとの初の交流戦となる、リーグ選抜チーム対千葉ロッテマリーンズ (ファーム)の試合が千葉マリンスタジアムでおこなわれた（結果は引分け）。オールスターは予告通り7月16日に富山市民球場アルペンスタジアムで実施され、滋賀・福井選抜のWESTチームが富山・石川選抜のEASTチームに勝利した。
2022年3月31日にはミズノ製のボールをリーグ公式球に採用。日本独立リーグ野球機構が採用している統一球とは競合他社となる。

### 選手 (NOL)
契約カテゴリとして「N契約」「O契約」「L契約（練習生）」の3種類がある。公式戦に出場可能なのはN契約とO契約の選手で1チーム当たり合計23人までとなっている。各チームN契約選手は14人以上、O契約選手は9人以内と定められている（L契約の人数は裁量）。2021年9月のリーグ設立会見当時は「
1チーム（ベンチ入り）18人」としていたが、当初より公式戦を増やしたためその人数では回らないとして5人を増やしたとリーグ事務局長の大久保裕貴は述べている。また複数の契約カテゴリを設けたのは「契約形態を分けることで選手間の競争力を上げたいという狙いもある」とし、カテゴリはシーズン中にも球団の判断で何度も変更可能で、その理由について大久保は「現状に満足してほしくないから」と説明している。

### 表彰 (NOL)
主な個人タイトル獲得者には表彰が実施された。MVPは、リーグ側であらかじめ選出した候補選手に対して、後述の有料アプリケーションプレミアム会員による投票を実施した上で決定した。ベストナインもリーグにより選出される。表彰者の詳細はベイサイドリーグ個人タイトル獲得者一覧を参照。
このほか、審判員に対しては最優秀審判員がリーグにより選出された。

### 運営
動画配信（配信サイト）の充実を方針に掲げている。有料アプリケーションによる野球中継にとどまらない企画を盛り込む方針と報じられていた。この方針に沿って、試合動画を配信するスマートフォン向け有料アプリケーション「BOSSK」がリリースされていた。リーグ開幕戦当日には一部で不具合が発生した。翌日の時点でも一部に障害が残った状態となっていた。
有料アプリとの関連は不明であるが、日本の野球試合情報を提供する「一球速報.com」では当リーグは掲載対象外となっている（独立リーグで非掲載はほかに北海道ベースボールリーグのみ）。また開幕当初は試合結果は公式Twitterで伝えており、4月4日時点で公式ウェブサイトには試合日程や結果は掲載されていなかった。4月11日に公式ウェブサイトに試合日程が結果を伴って掲載された。ただし、結果として掲載されるのは各チームの得点のみで、イニングスコアや勝敗投手、試合時間、入場者数といった項目は記載されていない。

## NPBドラフト指名選手
2022年
- 濱将乃介（福井） - 中日ドラゴンズ5位
- 野村和輝（石川） - 埼玉西武ライオンズ育成1位

濱は、本年のドラフト会議では、支配下登録枠指名を受けた唯一の独立リーグ選手となった。
2023年
- 平山功太（千葉） - 読売ジャイアンツ育成7位

## 所属球団の休止と参入
初年度のシーズンが終わった10月31日に、福井が今年度で活動を休止することと、2023年度から千葉県を本拠地とする新球団が加入することを発表した。福井の活動休止については、12月1日に球団代表がオンライン会見を開き、来年度のスポンサーが大きく減少すると判明したことが原因であると説明した。一方、千葉球団は11月30日に準備室の開設を発表し、翌日にTwitterアカウントで球団名は12月に公募をおこなった上で決定することを発表した。千葉球団の関係者は12月15日に船橋市役所を表敬訪問した。これを報じる記事には、運営会社の千葉県民球団が設立されたとあるが、国税庁の法人番号検索によると株式会社千葉県民球団は、福井を運営していたS.Sマネジメント福井が改名の上、船橋市に移転したものである。公式戦は船橋市のほか、八千代市、習志野市、四街道市などでも実施予定と報じられている。12月19日には福井・富山から合計10人の選手が千葉球団に移籍することが発表された。
このほか、11月18日に実施したリーグトライアウトでは、富山・石川・千葉以外に「リーグ合格」とした選手がおり、これらの選手については「設立準備中の新球団に入団予定」と記載されていた。千葉球団の船橋市役所訪問時の新聞記事には「関東地方では近くもう一チームが設立予定」との記述があった。前記の通り12月21日に神奈川県を本拠とする「YKSホワイトキングス」の加入が発表された。
一方滋賀については同年12月22日に、滋賀県内に事業承継先候補となる企業が見つかったとするとともに、事業承継の準備期間として2023年は活動を休止すると発表した。
12月26日に北陸地方の残る2球団は「日本海リーグ」に移ることが発表された。理由については千葉・神奈川との球団との間で試合を実施することが経費面等から困難であったと報じられている。
滋賀が2024年以降に活動を再開する場合の所属リーグについては発表されていない。のみならず、交渉中とされていた事業承継先候補も含め、2024年時点まで一切続報がない状態である。なお、滋賀県内にはオセアン滋賀ブラックス時代まで球団運営にかかわった人物が、別個にSHIGA HIJUMPSを2024年に設立し、2025年から日本海リーグに準加盟することになった（詳細は該当記事を参照）。

## 事実上の活動休止へ
2023年8月30日に、千葉の球団社長である杉山慎とGMの小野真路が動画配信つきの記者会見を開いた。この席で小野は、7月14日にリーグ代表の黒田翔一から、リーグの運営会社であるNOLエンターテインメントが今シーズンをもってリーグ運営を取りやめるという通告を受けたと明らかにし、それ以前からリーグ運営について千葉が意見を出せる機会がほとんどなかったこと、通告後も期日を設けて説明を求めたが守られなかったこと、8月23日にリーグの後継会社を伝えられたがその会社との接触は拒否されたことを併せて述べた。その上で、来シーズンの運営体制については9月中旬に発表する方向で調整しているとした。その後の記者の質問に対して小野は、会見を開くことについてリーグ幹部から了承を得たと理解していると説明し、リーグからは来シーズンの加盟は8月31日に期限が切られているが、同日までに面談で納得のいく回答が得られる場合のみ参加し、他の独立リーグへの加入を模索していると回答した。
千葉が8月29日にこの会見をウェブサイトおよびX（旧Twitter）で予告した際、リーグ側は予告についてリーグ運営会社側に一切の報告がなく遺憾であることと、リーグは来年も継続予定で「現在運営球団と調整中」につき決まり次第発表すると明らかにしたが、千葉の会見後は後述する10月1日の発表までこの件に関してコメントしなかった。またYKSはXアカウントで8月29日に、千葉の予告について関知していないことと、来シーズンは新スポンサーを迎えて（現リーグに）参加を申請済であることをX（旧Twitter）アカウントにて表明した。
千葉の発表後にリーグ代表の黒田は雑誌（9月19日発売）のインタビューを受け、千葉球団関係者が会見で述べた撤退を「事実」と認め、日本海オセアンリーグ設立の頃より闘病生活を送っていたことを明かし、「リーグの運営を推進しきれず、このまま事業を継続するのは困難だと判断せざるを得ませんでした」とその理由を説明した。千葉の発表後もリーグが沈黙を守ったことについては「まだリーグ戦が残る状態で、話すべきではない」とし、千葉が会見で訴えた「リーグ売却先との交渉拒否」は「リーグと、所属球団の立場は別」「これからの絵を描こうとする段階で、現所属球団との引き合わせをするのは、適策ではないと考えました」という見解を示した。また、日本海オセアンリーグ発足前のインタビューで既存リーグとの違いを強調した内容に関して、「デジタルタトゥーのように残ってしまった」「既存のファンの皆さま方に対して失礼な部分もあったと思いますし、言葉の与える影響の大きさを痛感いたしました」とコメントした。福井が実質的に千葉に移ったために遠隔地となる滋賀での継続を断念して神奈川での再出発を図ったものの、自身のかつての発言との矛盾は自覚しており、それを覆す時間もなかったことには「悔しい思いしかありません」とした。
2023年シーズン終了後の9月28日、千葉は2024年のリーグ参加申請を見送ったと正式に発表した。2024年はチームとしての活動を継続しながら、2025年以降のベースボール・チャレンジ・リーグ（ルートインBCリーグ）加盟を目指すとした。
2023年10月1日、リーグは同日付けでリーグの運営を東京都新宿区に本社を置く株式会社PSUに譲渡したと発表した。リーグの今後については新運営会社より発表するとしていた。
2024年1月31日の時点で、PSUのウェブサイトには「2024年度よりPSUリーグ運営を行っています」というメッセージが張られ（「Official site」へのリンク先はベイサイドリーグ公式サイト）、顧問として元千葉ロッテマリーンズ監督の西村徳文が掲載されていた。ただし、2月になってリーグ公式ウェブサイトはアクセス不可の状態になった。2月29日、公式スマートフォンアプリ「BOSSK」のサービスが終了。2024年8月時点でPSUのウェブサイトは閲覧不可となっている。
一方の千葉は脱退時の声明通り、ベースボール・チャレンジ・リーグへの準加盟が承認されたことが2024年12月2日に発表された。